# Sun City West
Pour les articles homonymes, voir Sun City.
Sun City West (littéralement « La ville du soleil de l'ouest ») est une ville américaine qui comptait 24 535 habitants en 2010, située dans l'État de l'Arizona créée à la fin des années 1970 par Delbert E. Webb (Del Webb community), située à proximité de la ville de Phoenix. Elle est réservée aux retraités, la médiane d'âge est de 73 ans et on n'y trouve ni enfants, ni école. La ville voisine est Sun City.
C'est une unincorporated area, c’est-à-dire qu'elle ne dépend d'aucune ville et est autogérée par ses habitants. Elle est également protégée de l'extérieur par une enceinte et un accès contrôlé.

## Dans la culture populaire
- Sun City West apparaît dans l'épisode 1 de la saison 3 de Jack Whitehall : Travels with My father.

## Démographie
| 1980  | 1990  | 2000   | 2010   | - | - |
| ----- | ----- | ------ | ------ | - | - |
| 3 772 | 5 997 | 26 344 | 24 535 | - | - |